# 重要的約定／再一次的約定
『重要的約定／再一次的約定』是日本創作歌手・川嶋愛在2006年10月11日發售的第10張單曲。

## 概要
距前作『看不見的翅膀』約六個月之後發售的單曲。是繼2003年的『天使們的旋律／啟程的早晨』和2006年的『Dear／啟程的那一天…』之後第三張雙A面單曲。
「重要的約定」是在日本動畫網站「GyaO!」放送的同名網路連續劇的主題曲，「再一次的約定」是日本電視台放送的電視劇『再会〜横田めぐみさんの願い〜』的主題曲。
推出了通常盤、初回限定盤發售。初回限定盤附贈了收錄有「重要的約定」PV的特典DVD。

## 收錄曲
- 全作詞・作曲：川嶋愛

### 通常盤
1. 重要的約定
編曲：宗本康兵
「GyaO!」網路連續劇『重要的約定』的主題曲，朝日電視台綜藝節目『夫婦交換バラエティー ラブちぇん』的終場歌曲
2. 再一次的約定
編曲：長澤孝志
日本電視台『再会〜横田めぐみさんの願い〜』的主題曲
旋律和「重要的約定」一樣，歌詞則為了配合連續劇而改寫[2]
3. 葡萄汁（グレープジュース）
編曲：高橋諭一

### 初回限定盤DVD
1. 重要的約定(PV)